# Mèo Java
Mèo Java là một giống mèo trong nhà được Hiệp hội Yêu thích Mèo công nhận là một giống mèo dành cho việc thưởng lãm. Giống mèo này có một kiểu lông dài kiểu Mèo phương Đông. Loài này được phát triển ở Bắc Mỹ và tên của nó bắt nguồn từ truyền thống đặt tên mèo kiểu phương Đông theo những địa danh Đông Nam Á.